# Stadio HaYud-Alef
Lo stadio HaYud-Alef (in ebraico:אצטדיון הי"א, Itztadion HaYud-Alef) è uno stadio a Ashdod, nel Distretto Meridionale, in Israele.
Nel 1961 è stata costruita solo un'area di erba. Nel 1966, un palazzo di cemento e parete fu eretto intorno allo stadio ed era adatto per ospitare giochi con un pubblico. 
Lo stadio è stato rinnovato e ampliato nel 1994. Oggi è in grado di ospitare 7800 posti a sedere.
Lo stadio prende il nome dagli 11 atleti che sono stati uccisi dai terroristi alle Olimpiadi di Monaco. Nel 1972.

## Galleria d'immagini

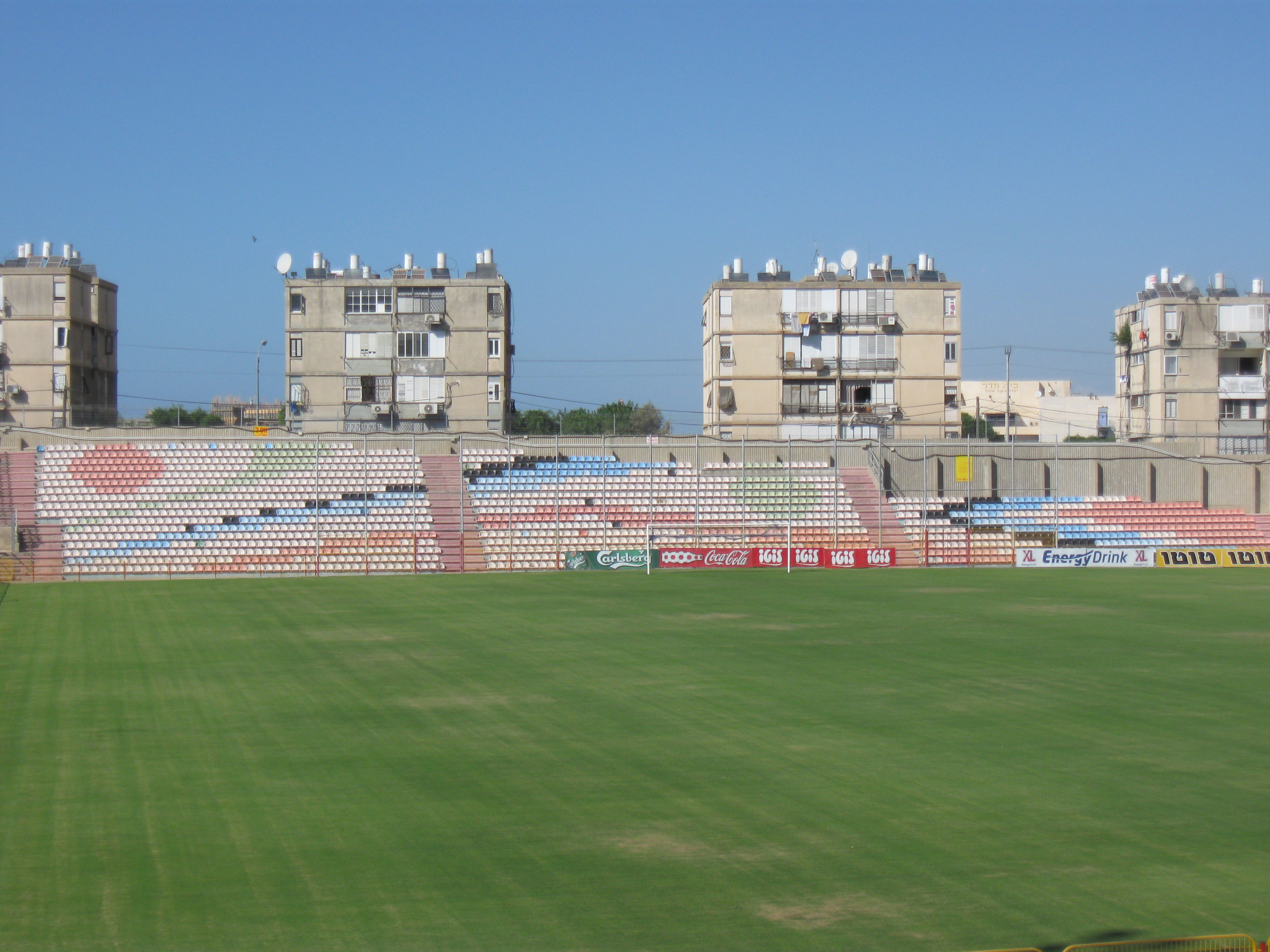
Balcone a nord
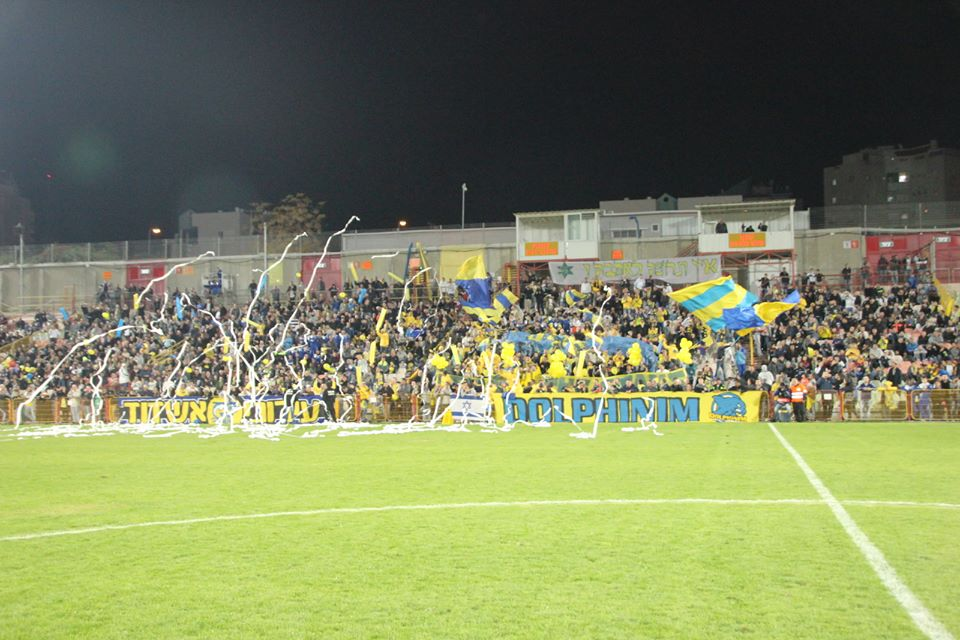
Una galleria centrale